# Raízes do Céu
The Roots of Heaven (bra/prt: Raízes do Céu)) é um filme estadunidense de 1958, do gênero aventura, dirigido por John Huston, baseado no romance Les Racines du Ciel, de Romain Gary.

## Elenco
- Errol Flynn .... Forsythe
- Juliette Gréco .... Minna
- Trevor Howard .... Morel
- Eddie Albert ....  Abe Fields
- Orson Welles ....  Cy Sedgewick
- Paul Lukas ....  Saint Denis
- Herbert Lom ....  Orsini